# Desmometopa nudigena
Desmometopa nudigena är en tvåvingeart som beskrevs av Curtis W. Sabrosky 1983. Desmometopa nudigena ingår i släktet Desmometopa och familjen sprickflugor. Inga underarter finns listade i Catalogue of Life.